# Marvel Zombies
Marvel Zombies är en kommande animerad miniserie, skapad av Zeb Wells. Serien är baserad på Marvel Comics serietidning med samma namn. Serien kommer bli del av Marvel Cinematic Universe (MCU), producerad av Marvel Studios Animation.
Serien är planerad att ha premiär på streamingtjänsten Disney+ den 3 oktober 2025 och kommer bestå av fyra avsnitt.

## Handling
Fortsätter från händelserna i What If...?-avsnittet "What If... Zombies?!", där en grupp överlevande måste bekämpa tidigare hjältar och skurkar som nu är zombies.

## Rollista (i urval)

### Engelska originalröster
Källor: 
- Iman Vellani – Kamala Khan / Ms. Marvel
- Elizabeth Olsen – Scarlet Witch / Zombie Scarlet Witch
- Awkwafina – Katy Chen
- David Harbour – Red Guardian
- Simu Liu – Shang-Chi
- Randall Park – Jimmy Woo
- Florence Pugh – Yelena Belova
- Hailee Steinfeld – Kate Bishop / Hawkeye
- Dominique Thorne – Riri Williams / Ironheart
- Todd Williams